# Jean-François de La Cropte de Bourzac
Jean-François de La Cropte de Bourzac (* 29. Juli 1696 in Paris; † 26. Januar 1766 in Noyon) war ein französischer Bischof.

## Leben
Er war der Sohn von François-Isaac de la Cropte, Graf von Bourzac, und Maria-Anne de Vangangelt.
1729 wurde er zum Abt der Abtei Saint-Martial in Limoges ernannt. Als Vikar von Limoges wurde er 1733 zum Bischof von Noyon ernannt. De la Cropte war einer der Prälaten der Provinz Reims, die 1742 in der Versammlung des französischen Klerus vertreten waren. Im Jahr 1745 wurde er zum Abt der Abtei Mont-Saint-Quentin bei Péronne ernannt und 1762 zu einem der Präsidenten der Generalversammlung des Klerus in Paris gewählt. Er war auch Abt der Abtei Notre-Dame d’Ourscamp.
Sein Grabstein befindet sich in der Westgalerie des Kreuzgangs der Kathedrale von Noyon.